# Lyngvi

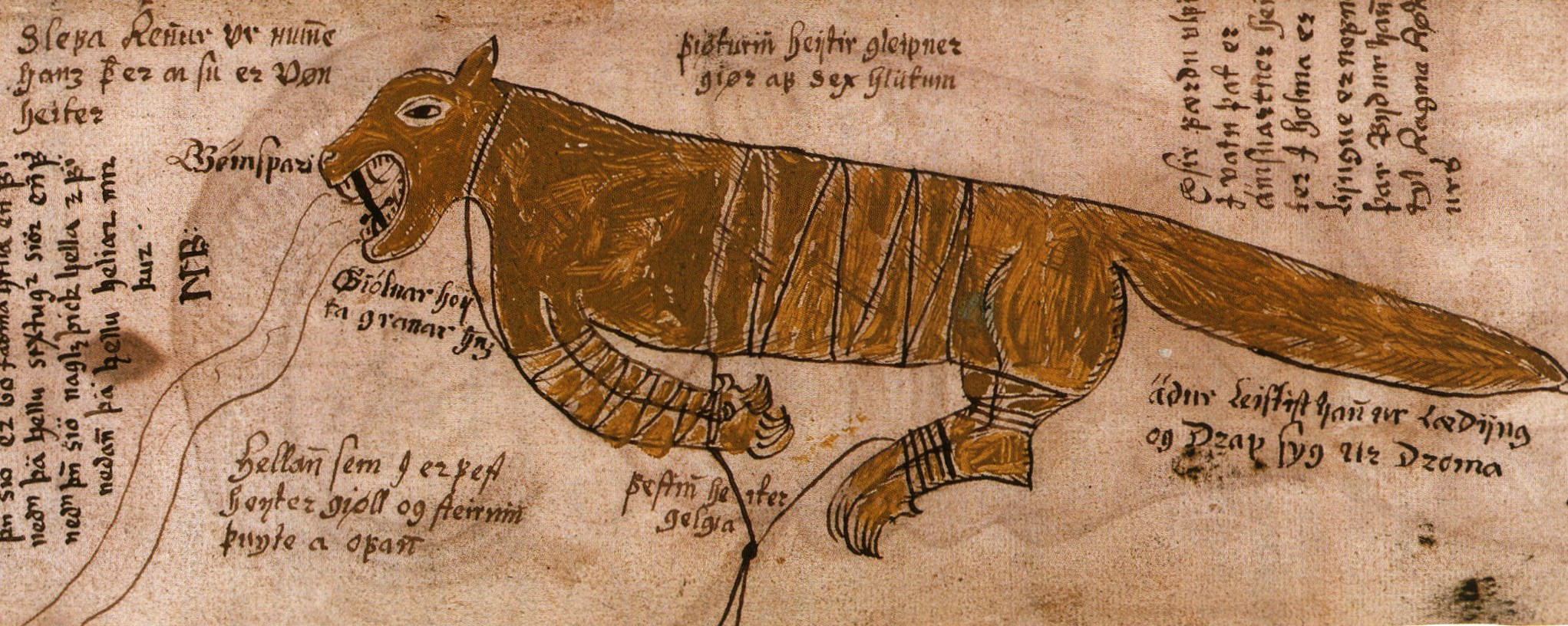
Fenrir vastgebonden
(17e-eeuws IJslands manuscript)

Lyngvi is een klein eiland uit de Noordse mythologie. Het eiland ligt in het meer Ámsvartnir.
Op Lyngvi lokten de æsen de wolf Fenrir in de val en bonden ze hem vast met het touw Gleipnir.
Lyngvi is in de Völsunga-saga ook de koning die Sigmund dodelijk verwondde, omdat híj wilde huwen met Hjördis, die later Siegfrieds moeder zou worden. Bij de strijd kwam ook Hjördis' vader Eylimi om. Later wreekt Siegfried zich op de vier zonen van koning Hondenzoon, waaronder Lyngvi. 